# Krzewie Drugie
Krzewie Drugie – wieś w Polsce położona w województwie kujawsko-pomorskim, w powiecie włocławskim, w gminie Lubień Kujawski.
| SIMC    | Nazwa         | Rodzaj    |
| ------- | ------------- | --------- |
| 1034768 | Alojzówka     | część wsi |
| 1034886 | Dobra-Krzewie | część wsi |
| 0865786 | Krzyżówki     | część wsi |
| 1034975 | Lewandzin     | część wsi |
| 1035035 | Necin         | część wsi |

W latach 1975–1998 miejscowość administracyjnie należała do województwa włocławskiego. Według Narodowego Spisu Powszechnego (III 2011 r.) liczyła 113 mieszkańców. Jest 23. co do wielkości miejscowością gminy Lubień Kujawski.